# 航空交通管制

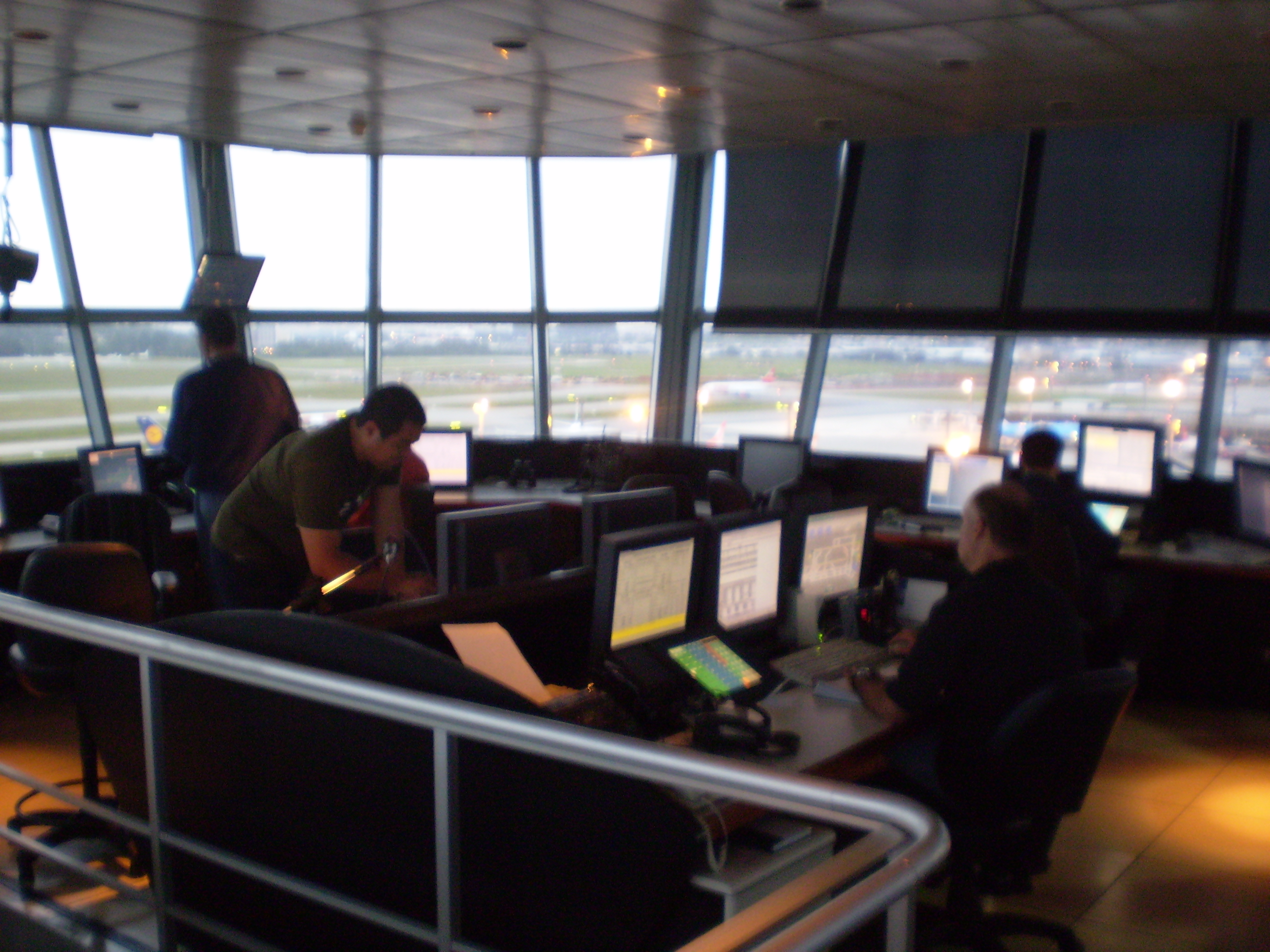
聖保羅國際機場的塔台內部

航空交通管制（英文：Air traffic control，縮寫：ATC）是指由在地面的航空交通管制員協調和指導空域或機場內不同航空器的航行路線和飛航模式以防止飛航器在地面或者空中發生意外和確保他們均可以運作暢順，達至最大效率。除此之外，航空交通管制的系統還會提供例如天氣、航空交通流量、NOTAM和機場特別安排等的資料以協助飛行員和航空公司等作出相應的安排。踏入21世紀，隨着和航空活動有關的恐怖襲擊的增加，航空交通管制系統還擔當領空防衛和保護國土安全的角色，有些國家甚至是由空軍來運作航空交通管制系統（例如巴西空軍）。飛機在沒有航空交通管制的情况下仍可以飛行，但管制的存在能有效確保飛行器的在空飛行安全。

## 歷史
倫敦克羅伊登機場（Croydon Airport）於1921年採用航空交通管制辦法，是為世界上第一個使用航空交通管制的機場，而世界普遍認為的第一個航空交通管制員是美國人雅玆·雷格（Archie League）
 ，當時他發明了一套顏色信號旗來指示飛行員的旗號系統，風雨不改地在聖路易斯國際機場指示飛機的升降。
最初的航空交通管制是各地參考本身的道路法律得来的，世界上第一部規管航空公司的法律是美國的1926年的航空法典（Air Commerce Act （1926）），具聯邦法律的地位。
現代航空交通管制的雛形始於1930年代開始，各地負責管理機場的部門（例如：海港管理局、運輸部門等）紛紛在機場的管制塔裝設無線電設備，讓飛行員在任何天氣的狀況下都可以跟空管員交換機場的資訊，也不需要在降落前在機場場面上低飛（Low Approach）察瞰機場場面狀況等。有了無線電等的設備後，再加上甚高頻全向信標（VOR）和無方向性信標（NDB）的導航，飛航路線可以由完全依靠目視地形特徵方式變成使用儀器飛行，證明了在航空交通管制下飛航安全能大幅提高。
至1935年，美國數間航空公司設立了聯合空管中心，防止各間航空公司的飛機在天空上相撞或者迷途。一年後，這項的工作就轉移至聯邦政府處理。同年，有部份使用芝加哥、克里夫蘭和紐約（紐華克）機場的航空公司同意擔當協調來往當地航班的角色；在1935年12月，首個航路（Airway）管制中心成立，於是，第一代的航空交通管制系統因而誕生，還是第一次對航空交通管制作出系統化。

## 管制制度
現代的航空交通管制度標準源自芝加哥條約，及後又分為兩大規則：
- 國際民航組織第4444號文件[2]
- 美國聯邦航空局（FAA）第7110.65S 指示

這兩大標準雖然都是航空交通管制的標準文件，兩者的最大分別是國際民航組織（ICAO）標準相對地比聯邦航空局的規則嚴謹得多，甚至規定了管制員對飛機的指令和無線電通話的格式和用字。而美國的標準就使用英制的單位（例如氣壓單位不同）和較ICAO的標準寬鬆，規限較少。同時，在航機的間距上和跑道規格又有不同，除此之外，還有在主流以外的俄羅斯/中华人民共和国標準。
俄羅斯／中华人民共和国標準分別於1990年代兩國對外航空交通量增加後設定成今天的模式，但是他們都主要是跟隨ICAO的規定，不過進入其飛航情報區的飛機就需要以公尺作高度單位（俄羅斯目前絕大多數地區已經改為英制，少數機場在轉換高度層（TL/Trans Level）以下使用公尺作為高度單位），又有在技術上對西方和蘇製飛機的不同的設定等。不論是哪種制度都一定要求管制員和飛行員能夠以英語對話，但部分的國家和地区容許以當地語言對話。例如台湾和中国大陆就都各有一套中文空管的詞彙和對話規則。

### 席位
| 英文名稱                                   | 中文翻譯         | 中文翻譯  | 備註 |
| 英文名稱                                   | 台灣             | 中國大陆  | 備註 |
| ------------------------------------------ | ---------------- | --------- | --- |
| DEL: Clearance/Delivery/Clearance Delivery | 許可頒發         | 放行      | |
| RMP: Ramp/Ramp Control                     | 機坪             | 機坪      | 流量大的機場使用（例：東京成田）                                                                                    |
| GND: Ground/Apron                          | 地面管制         | 地面      | |
| TWR: Tower                                 | 機場管制（塔台） | 塔台      | |
| Director                                   | 指揮員           | 指揮員    | 流量大的機場使用（例：倫敦希思罗）                                                                                  |
| APP: Approach/Radar/Arrival/Final          | 進場台           | 進近/五邊 | |
| DEP: Departure                             | 離場台           | 離場      | 大陆地区一般将进近和离场合并为一个席位，统称为进近 臺灣地區一般將進場和離場統稱為近場，即使使用不同席位仍用相同呼號 |
| CTR: Control/Center/Radar/Radio            | 區域管制中心     | 區調      | |

## 空域分級
國際民航組織把空域分級為
- A級：所有航機都需要以儀器飛行（IFR），所有飛機也是由空管強制協調間隔。

- B級：航機都可以儀器飛行（IFR），目視飛行（VFR）或特別目視飛行（英语：Special visual flight rules）（SVFR），所有飛機也是由空管強制協調間隔。

- C級：航機都可以儀器飛行（IFR），目視飛行（VFR）或者是特別目視飛行（SVFR）飛航，所有飛機均受分隔，而目視飛行飛機將會由空管提供基本資訊作支援來避開其他目視飛行航機 。

- D級：航機都可以儀器飛行（IFR），目視飛行（VFR）或者是特別目視飛行（SVFR）飛航，所有飛機均受分隔，而目視飛行飛機將會由空管提供基本資訊作支援來避開全部航機 。

- E級：航機都可以儀器飛行（IFR），目視飛行（VFR）或者是特別目視飛行（SVFR）的飛機均受分隔，而目視飛行飛機將會由空管提供基本資訊作支援來避開其他目視飛行航機，不過目視飛行不需要空管批准作飛行活動。

- F級：航機都可以儀器飛行（IFR），目視飛行（VFR）飛行，所有飛機均受分隔，只有儀器飛行的飛機才會由空管提供基本資訊作支援來避開其他航機。

- G級：航機都可以儀器飛行（IFR），目視飛行（VFR）飛行，所有飛機不會由空管分隔，需自行協調間距，所有飛機都可以由空管提供基本資訊作支援來避開其他航機，但是也可以不聯絡空管或者是監聽頻道

ICAO中定義為F及G級空域均屬非受管空域。在這些空域，航空交通管制員如非必要都不要干預空域的運作，但是仍然會提供該空域的基本資訊；美國政府近年鼓勵如果飛行員遇上迷途或緊急的狀況，也可以尋求空管員的引導。不論是目視飛行還是儀器飛行的飛機均可進入非受管空域，只是不會有任何給飛行器的安全間隔，需要靠飛機上的TCAS來維持最基本的安全。
2004年，國際民航組織建議只保留C、E、G級空域，但是未有進一步計劃。

## 空管通話
自有航空交通管制以來，一直都是使用無線電作通話的媒介。一般使用的頻道為甚高頻118.00-136.955Mhz，並且明訂為民間禁用頻道，確保不會遭受干擾。使用方法与一般無線電無異，只需調到正確頻道按下發話鍵就可以發話。但是甚高頻為視距通訊，所以當在海洋管制（下述）台內，往往使用高頻進行視距外通信。除使用無線電外，大洋中的機場（例如：帛琉）可能因為當地沒有相關的空管員或者是因為當地的規定而要撥電話到所屬飛行情報區（在太平洋的話多為美國奧克蘭海洋管制台）取得出發許可。
由于中頻頻道多雜音且嘈吵，因此可以使用高頻無線電的飛機都會設有SELCAL（Selective Calling，選擇性接收）功能，讓飛行員在發話後離開頻道，如果空管（無線電操作員）需要再次呼叫飛機時就會在操作員的無線電發射器發出一定頻率的信號，當訊號和機載無線電機器吻合時，機載無線電機器就會發出聲音提示飛行員要重返頻道，所以有SELCAL的機載無線電機器，也有其四位英文字母的識別碼，飛行員要在提交飛行計畫時一同填寫，讓無線電操作員知道該發甚麼信號來呼叫個別已離開頻道的航機。
雖然使用一般的無線電接收器可以接收到空管頻道，但一般民众未必能理解內容。这是因為對話涉及很多公眾不認識的名稱和術語，且空管通話使用的都是北約音標字母，配以飛行的呼號來識別通話人。

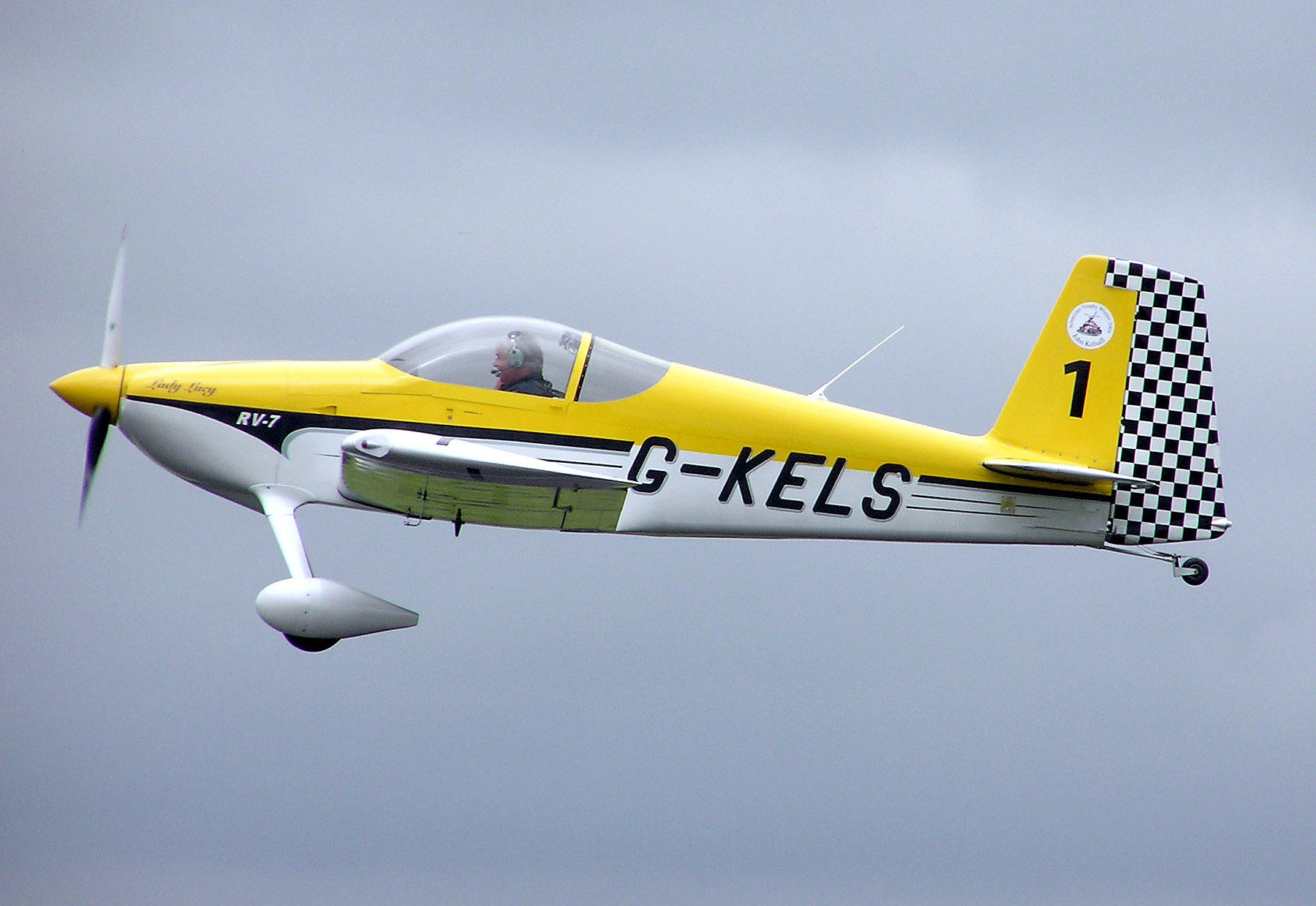
飛機的機身編號

一般商業航班就會跟隨其國際民航組織航空公司無線電呼號名稱和航班編號作呼號，如英國航空公司48號班機的呼号是「Speedbird Four-Eight」。
非商業航班，會使用自身飛機的機身編號（Tail Number）作為其在頻道內的呼號，如說飛機的編號為G-KELS，在空管通話中就會讀作：「Golf-Kilo-Echo-Lima-Sierra」。如果在同一頻道內沒有相似的呼號時，空管再次呼叫該飛機時就會讀作「Echo-Lima-Sierra」，減少累贅。
軍方航空器如果進入了民航空管頻道，一樣會使用其在軍方中的呼號，以免和其他民航航空器相混。

## 管制概要
航空交通管制通过分隔橫向（水平）和縱向（垂直）距离以確保航空器有適當的距離。航空交通管制服務提供給所有在受管空域（Controlled Airspace）的飛行器，如果飛行器離開了受管空域，進入了非受管空域（Uncontrolled Airspace）则无任何管制。航空交通管制的形式可以分為五類：
- 雷達管制（Radar Control）
  - 完全依賴雷達並主要使用二次監察雷達（Secondary Surveillance Radar）的管制，主要為離場台（Departure），近場台（Approach）和終端管制（Terminal/Radar/Control）使用。

- ADS-B管制(ADS-B Control)
  - 使用廣播式自動相關監視系統(Automatic dependent surveillance – broadcast)的管制，主要使用在如西藏等地形複雜雷達不易架設，或加拿大、澳洲等地廣人稀架設雷達成本過高之地區

- 場面管制（Field Control）
  - 目視和一次監察雷達（Primany Surveillance Radar）互相配合的管制，主要為管理跑道運用的塔台（Tower）和地面台（Ground）使用。

- 無線電管制（Radio Control）
  - 只適用於大洋海面（例如：太平洋）上的管制，這種管制不使用雷達，飛行員需要在無線電回報飛機的位置、高度、速度和即將到達一個導航點的時間。相關的管制員就稱為無線電操作員（Radio Operator）。由於不能利用雷達得悉飛機的位置，所以飛機只允许在指定的路線（例如是PACOTS）作儀器飛行（Instruments Flight）。

- 程序管制 （Procedural Control）
  - 因地理問題令雷達不能使用而採用的管制，程序跟無線電管制相近，飛行員需在頻道向管制員回報飛機的位置、高度和速度。飞行员会与管制单位保持无线电联络，并有一套完善的通讯失效预案，以便在紧急情况保证空域的安全。

## 場面管制
場面管制的工作是管理機場場面上的飛機，雖然場面管制只是對機場內的飛機進行管理，不過就已經可以影響到其他的管制席位甚至是整個飛行情報區。

### 出發許可
出發許可（Clearance Delivery）是負責在飛機離開閘口或停機坪前，發出下列的許可
- 許可使用機場的標準離場程序（Standard Instrument Departure，SID）
- 許可使用機場所在的飛航情報區內的航路或者是其他路線
- 許可使用飛航器在飛行計劃提交的初始巡航高度

當飛機準備出發時（通常為後推的5分鐘前），會在無線電向出發許可席的管制員申領出發許可，在管制員檢閱過飛行計劃無誤後，就會于無線電中發給飛機出發許可和應答機編碼，飛行員複誦無誤後，飛機就可以聯絡地面台。雖然地面台和飛機的對話简短，但是管制員發出的雷達電碼会決定飞机的离场顺序。在技術上，放行員多會安排體積較小的飛機先起飛，当有不同种类的飞机等待起飞时，管制員會把較後的雷達電碼給大飛機，即使大飛機先取得出發許可，管制員仍會堅持這原則。出發許可同時會擔當流量管制的角色，如果飛機出發頻率過密的話，管制員就不會發出許可至情况缓解為止。出發許可有效时间为15分钟，若飛機因為延遲等原因未及在取得許可的內15分鐘内推離開閘口则需重新取得許可，这是因为機場可能已轉用別的跑道又或者是已實行噪音管制，导致飛機需要轉用其他離場程序。

### 地面台
地面台（Ground）是管理機場場面上所有飛機的移動，包括到離場飛機和拖機等，地面台可謂塔台和出發許可台間的中介人。
離場飛機在取得許可後，就會聯絡地面台請求後推和滑行至跑道前的等待點。而到達的飛機在脫離跑道（vacate runway）後也會聯絡地面台，以取得到機坪和閘口的滑行安排。在這段期間，為了安全，所有機場場面內活動的飛機，人及車輛，均需地面管制的確認方能開始活動。一般的國際機場面積都很大，所以都會分為多個地面台來確保效率。另外，又可能會另設機坪席（Ramp/Apron）專門管理機坪內的航機和車輛活動。也因為這樣的原因，具規模的機場都設有多個閉路電視和地面雷達協助管制。

### 塔台

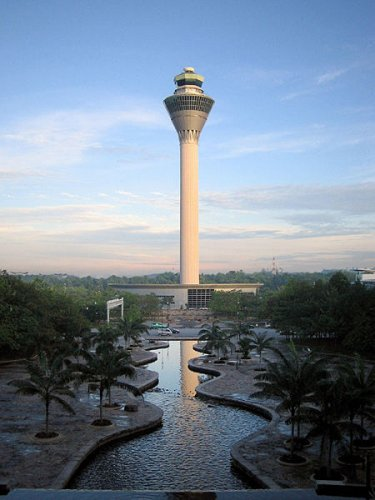
馬來西亞吉隆坡國際機場的第一塔台

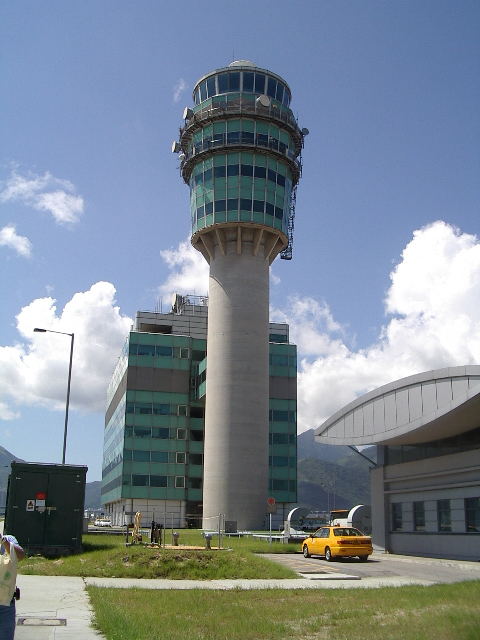
香港國際機場的主塔台及航空交通管制大樓

塔台（Tower）的工作是協調飛機的起降及跑道的運用，所有飛航器起飛及降落前必須獲得塔台管制的許可。另外，所有需滑行穿越跑道的航機及車輛也必須要塔台的許可。塔台席管制員必須一直留意機場附近的狀況和航空的外觀有否特別的異常，所以塔台席一般都有望遠鏡，是二戰前至今的傳統。若管制員發現跑道面或其上空有任何異常情況（如：鳥群），必須命令即將著陸的航機重飛。如果飛行員認為飛機有任何異常（例如儀器顯示有輪胎壓力異常）在管制員許可下可以把飛機飛近塔台給管制員或者是工程人員作目測確認。另外，管制員也須確保航機間保持著2至5海浬（3.7 至9.2公里）的前後間隔和一定的水平距離，以免發生碰撞。而塔台也是決定跑道使用的管制員，雖然使用甚麼跑道是根據風向的，要給飛機機頭對向風吹來的方向，但是轉換跑道就涉及出發許可批准了的離場路線、地面台發出的滑行路線（Taxi Routes），也會影響區域管制發的下降指示，也影響離場台和近場台對不同飛機的協調，所以轉換跑道的時機必需拿捏得很準確，也要和各職位保持聯絡。

## 進場台及離場台

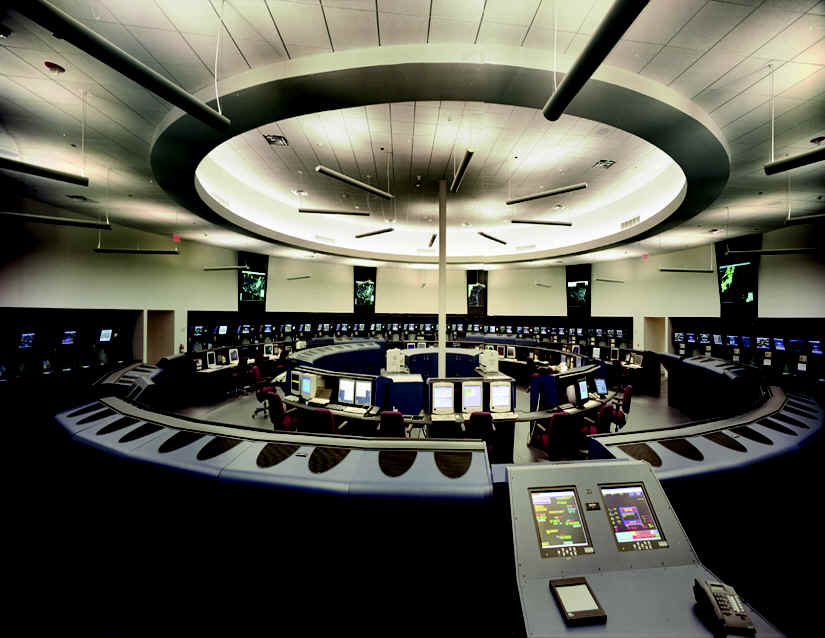
TRACON席位

進場台（Approach）及離場台（Departure）是指和機場有联繫的雷達管制席位，一般統稱為近場台。在美國就稱為TRACON（Terminal Radar Approach Control），即是終端（機場）雷達管制，一般的管制範圍上限都是直至海拔二萬多呎。雖然進場台和離場台的名稱不一樣，負責的又是相反的工作，不過他們都是同一性質的管制席位。而進場台及離場台的工作的是協調飛機起飛後到巡航高度或從巡航空層下降和到離場飛機不會相互碰撞又或者是過分接近。因為他們只依賴雷達進行管制工作，所以進場台、離場台是不需要窗戶的，通常設在管制塔的中間樓層。

### 輔助路線
為了輔助管制員，同時又不需要指示每架飛機，機場都會發出給不同到離場飛機一些路線:
- 標準儀表離場，即Standard Instrument Departures，簡稱SIDs，如果說航路（Airway）是高速公路的話，那麼SID就是由機場到高速公路的連接路。正因如此，飛機的目的地在不同方向就要使用不同的SID。SID中，一般都會有指示飛機到達一定位置時要達到規定的高度；同時，如果同方向有不同航路的話，SID就會有轉接點（Transition），給航空器使用同一SID到同一方向，但是也可以接上不同航路。一般航機流量不大的機場都只設離場程序（Departure Procedures，DP）是SID鬆散規定的版本。一般跟隨國際民航組織標準的地方都要為SID指定了跑道，即一條跑道一個SID編號，減小錯誤。

- 標準进场程序，Standard Termianl Arrival Procedures，簡稱STARs。就是由航路接駁到機場的路線，飛機在不同的方向進入就會要使用不同的路線，和SID一樣，一般都會有指示飛機到達一定位置時要下降規定的高度。不過，跟SID不同的是，STAR以後是接上不同跑道的進場路線（Approach Route）才到跑道，所以轉接點是不是必需的。

儘管有了SIDs 和STARs，但是管制員會在多飛機的日子為了靈活管制，就會使用雷達引導（Radar Vector），以磁方位指示飛機飛航。

### 到離場工作
離場台工作是指引飛機在起飛後進入SID的路線，所以飛機離地後塔台就會把飛機交給離場台，而離場台也會因應實際情況指示飛機爬升或者不需依SID的路線飛航，而改由跟從空管員的指示（Radar Vector）航行。
進場台就是先指示飛機下降，再指引飛機在標準到場程序STAR或者是跟從空管員的指示（Radar Vector）航行。而進場台的最後一個工作就是發給飛機進入跑道（Approach）的許可和指示飛機攔截儀錶着陸系統的電波（如需要）。在個別航機流量大的機場，例如:倫敦希斯路機場，會設一個職責於塔台以上，近場台以下的席位，稱位指揮員（Director），協調好飛機間在進入跑道前（大約10～15海浬）的前後距離，讓群機在交給塔台時的前後距離已設定好。
為了給雷達識別，起飛前飛機都要打開答詢機，在離陸後讓離場台管制員在雷達上识别（Radar Identify）該飛機。

## 區域管制

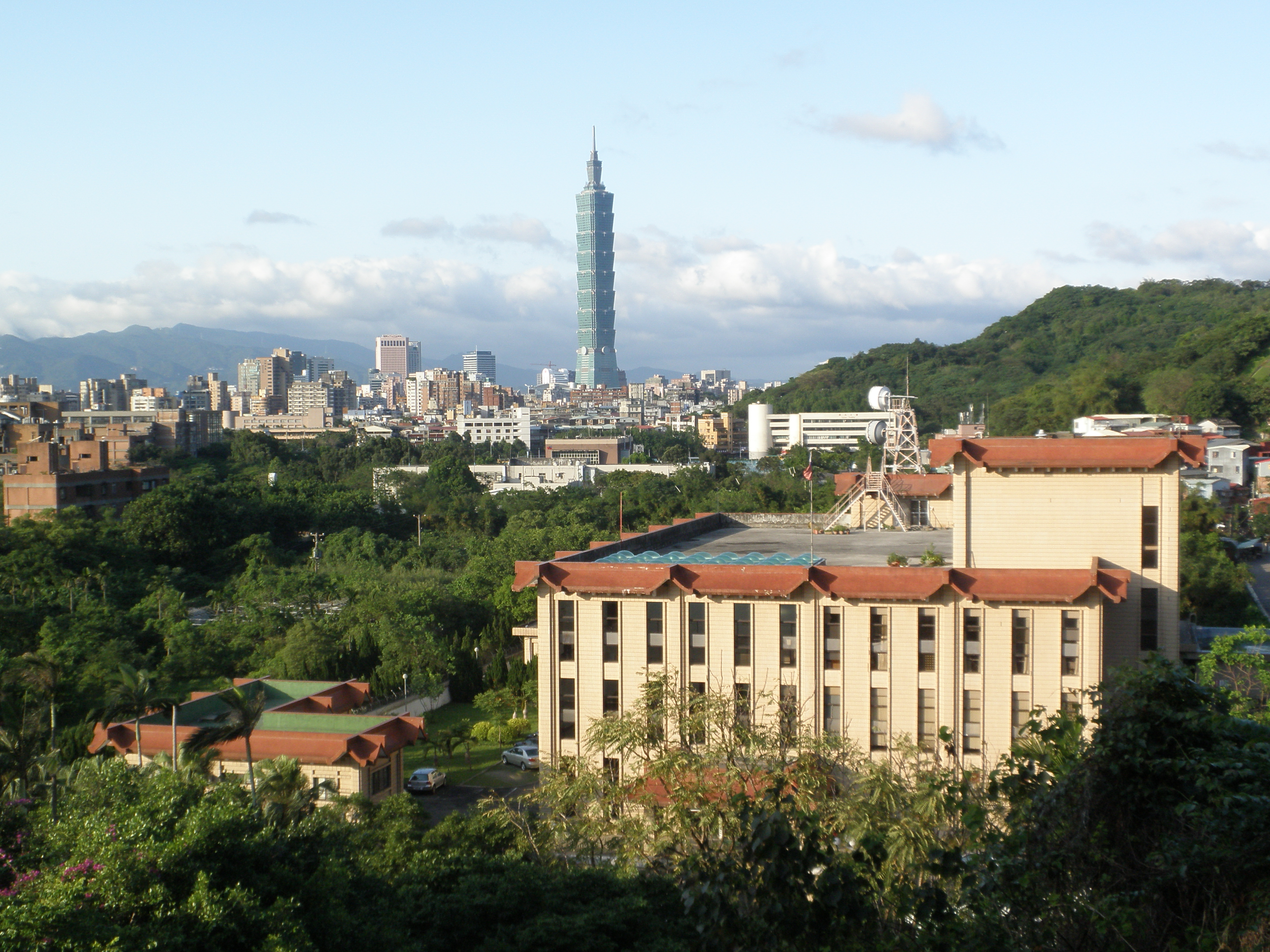
飛航服務總台·台北飛航情報區舊址「翔安大樓」（近端）

區域管制（Center/Control/Radar/Area Control）是管理進出或者是途經（Enroute）飛行情報區的飛機，管理由二萬多呎至無限高的空域。區域管制工作為協調飛機不同的高度間格，因為飛機由機坪開始經過多重的管制席位，前後距離都會逐漸擴大；而第二項工作就是防止有飛機誤闖飛航情報區範圍或干擾航機的航線。區域管制同時也會給予目視飛行的飛航器飛行的指引及支援，例如區管會指示他們避開高山又或者是其他的飛機。
區域管制另一項重要工作是處理緊急狀況，由於飛機巡航佔飛行大部分時間，如有任何特發甚至是緊急事故都需要由區管的管制員先聯絡預定降落機場的地面單位（例如：救護車或Follow Me）或者是對飛行員作出支援。
有些區管甚至會特別開一個服務目視飛行飛航器的席位，例如香港區管（設於香港國際機場內）就有一個呼號為Zone Control的聯絡台，負責小型飛機和直升機等。當飛機離開飛航情報區到別的飛航情報區時，管制員就會要飛機聯絡即將進入的另一個區域管制中心，稱作移交（handoff）。

## 流程
一班航機由離開至到達需經過以下管制席位：
1. 飛行員與出發許可席（Delivery）聯絡，取得出發許可和確認SID可用以及使用的應答機電碼
2. 與地面台聯絡，取得後推許可
3. （飛機後推）
4. 飛行員表示準備好滑行後，地面指示飛機滑行到跑道前的等候點（Holding Point）
5. （到逹Holding Point）
6. 飛機會和塔台聯絡，取得起飛的許可
7. （飞機起飛）
8. 起飛後，塔台會把飛機交給離場管制，飛機在離場台的頻道後，就會按照管制員指示爬升至管制員許可以的高度，如果沒有特別的問題，例如需要等候其他飛機飛過等，離場就會指示航機爬升至離場和區域管制的交接高度，並在大約2萬英呎(區域管制的交接高度)把飛機交給區域管制
9. 與區域管制聯絡，按照指引繼續爬升至巡航高度並照飛行計劃航行
10. （離開出發地飛航情報區）
11. （途經不同的飛航情報區，與當地的區域管制聯絡）
12. （進入目的地飛航情報區）
13. 與目的地飛航情報區區管中心聯絡，按照指示下降並使用STAR
14. 至一定高度後與近場台聯絡，照指引依跑道的進場路線飛
15. 近場台指示飛機攔截ILS或使用VOR、NDB、RNAV等進場方式，並在五邊時交給塔台
16. （塔台發給航機著陸許可或者命令重飛，如果飛機在決定高度（Decision Height）仍未取得著陸許可或無法目視跑道就會重飛，以確保安全）
17. 飛機降落並離開跑道後與地面管制聯絡，遵照滑行指示，滑行到指定等候點
18. 在等候點前聯絡機坪管理（Ramp），取得指示進入泊位

## 雷達覆蓋範圍
飛航情報區的範圍往往十分廣闊，甚至超越國界，因此區管中心使用的雷達一般都能覆蓋200海浬（370公里）的範圍。由于雷達的電波會被山阻隔，對在低高度飛行的小型飛機造成危險，所以会在適當的地方安裝中繼用的雷達，再用電腦把不同的雷達畫面合併作同一畫面給空管員。如果兩個飛行情報區之間分隔太遠（例如香港和馬尼拉間超過400海浬）就会使用流量管制來確保飛機不會互相接近。
隨着全球定位系統和衛星技術的發展，現在在美國一些地區（例如：多山的阿拉斯加州）經已引入了稱為FANS（Future Air Navigation System，未來航空導航系統），透過衛星傳回飛機的位置給空管中心，飛機可以在任何的高度和地形內得到空管的保障。
以香港及馬尼拉為例，以往必須使用程序管制（procedural control），現今則以广播式自动相关监视（ADS-B）取代。

## 海洋無線電管制

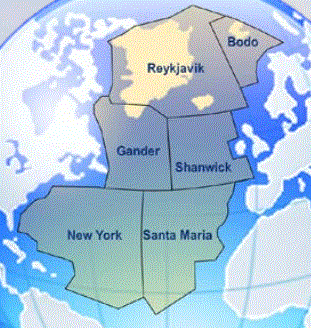
北大西洋的管制区

自20世紀30年代，就已有越洋航線，到戰後，越洋航線更發展蓬勃。但是各大洋面的海面面積遠遠超過雷達可以覆蓋的範圍，於是海洋無線電管制台（Oceanic）就應運而生。現時分別有十二個海洋無線電台：
- 奧克蘭（英语：Oakland Air Route Traffic Control Center）（Oakland Oceanic），負責管理太平洋近美洲上空
- 福冈FIR ATMC（日语：航空交通管理センター），負責管理太平洋近亞洲上空
- 紐約（法语：Centre de contrôle océanique de New York）（New York Oceanic），負責管理大西洋近美國上空
- 聖馬利亞（法语：Centre de contrôle océanique de Santa Maria）（Santa Maria Oceanic），負責管理大西洋近葡萄牙上空
- 甘德（法语：Centre de contrôle océanique de Gander）（Gandar Oceanic），負責管理大西洋近紐芬蘭上空
- 山域（日语：Shanwick Oceanic Control）（Shanwick Oceanic），負責管理大西洋近英國上空
- 達卡（Darkar Oceanic），負責管理大西洋近非洲上空
- 累西菲（Recife Oceanic），負責管理大西洋近巴西上空
- 奧克蘭（Auckland Oceanic），負責管理太平洋南部近澳洲上空
- 復活島（Isla De Pascua Oceanic），負責管理太平洋南部近智利上空
- 墨爾本（Melbourne Oceanic），負責管理印度洋南部近澳洲上空
- 毛里裘斯（Mauritius），負責管理印度洋南部近馬達加斯加上空

但是，一般航空交通管制所用的甚高頻無線電一樣不可以在大洋面上傳送太遠的距離，所以海洋無線電管制都是使用中頻（MF）通話。又因為沒有雷達的協助，海洋無線電管制就有很多運作上的限制。
- 首先飛機要遵從由各指定飛航情報區發出的太平洋航路（PATCOTS）或者是大西洋航路
- 越洋航班最多只可以每15分鐘起飛一班，避免飛機過於接近
- 當飛機進入海洋管制的飛航情報區時，要報出高度、速度以及到下一個導航點的時間，以便無線電操作員可以估計飛機的航向等
- 無線電操作員得悉這些資料後，就以飛機的模型來「模擬」不同的飛機飛航，估計他們會否過於接近

所以海洋無線電管制台仍然沿用五六十年前的模式。不過，最近（2008年）因為油價高漲，飛航情報區達成協議，可以給裝設了GPS的飛機使用自訂路線，但是都先要把路線傳真到飛航情報區核實後使用，是設立海洋無線電管制台後第一次有飛機不需要跟隨預發的路線。預期在未來十年將會逐漸使用FANS系統，並設立可以接收衛星資料的電腦，得出即時飛機動向圖。

## 提供天氣資訊

### 自動終端情報服務
自動終端情報服務（Automatic Terminal Information System，ATIS） 是機場在一個獨立的無線電頻率上進行自動連續播放的資訊服務，由機場人員參考各項資料後灌錄，包括天氣、可用跑道、氣壓及高度錶撥正值等資訊。飛行員通常要在取得出發許可前或降落前收聽通播，瞭解相關情況。一般的ATIS都要隨時更新，依次以字母代碼 A, B, C...Z 表示，按照ICAO公佈的標準字母解釋法判讀。

### VOLMET
VOLMET是提供給在海洋上航空器的天氣服務，原本VOLMET在60年代的出現是把天氣資訊給海洋上的飛機於降落前得悉當地的天氣，但是即使到了現在，飛機也會因為自動終端情報服務(ATIS)只可以在離機場100海浬範圍內接收，在海洋上無法得知天氣資訊。以下為太平洋VOLMET的資料：
| 播出時間         | 負責廣播地點     | 廣播播出的機場 |
| ---------------- | ---------------- | --- |
| 毎小時0分、30分  | 檀香山           | 美國（太平洋島嶼）: 檀香山國際機場、卡胡呂機場、希洛國際機場、關島國際機場                                                           |
| 毎小時5分、35分  | 檀香山           | 美國（太平洋沿岸）: 三藩市國際機場、洛杉磯國際機場、西雅圖國際機場、波特蘭國際機場、沙加緬度國際機場、拉斯維加斯國際機場             |
| 毎小時25分、55分 | 檀香山           | 美國（北冰洋沿岸）: 安克雷奇國際機場、費爾班克斯國際機場、景沙爾文機場、艾爾文杜夫空軍基地、冷灣機場 加拿大: 溫哥華國際機場          |
| 毎小時10分、40分 | 東京             | 日本：成田國際機場、羽田機場、新千歲機場、中部國際機場、關西國際機場、福岡機場 韓國：仁川國際機場                                    |
| 毎小時15分、45分 | 香港             | 日本：那霸機場 中國内地、香港及台灣：香港國際機場、廣州白雲國際機場、桃園國際機場、高雄國際機場 菲律賓：馬尼拉國際機場、宿霧國際機場 |
| 毎小時20分、50分 | 奧克蘭（新西蘭） | 新西蘭：奧克蘭機場、基督城國際機場、威靈頓國際機場 南太平洋島國：那地國際機場、洛美亞國際機場、帕果帕果國際機場、大溪地國際機場      |

## 圖像化服務
1991年，美國聯邦航空局透過航空交通图像化软件把航空交通資料、雷達圖像經電腦處理結合在一起後向外界提供航空交通圖像化服務，目的是給航空公司和相關的機構不需要聯絡民航部門都可以得知一個地區的航空交通狀況和個別飛機是否已起飛，預計到達時間及讓公眾得知道機場是否擠塞等，也可以給學者研究航空交通量和機場的使用率。有些付費的航空交通圖像化軟件甚至可以顯示天氣和地形等。

## 安全設備
為了提高航機的飛行安全和給空管支援飛行員以減低空難的發生，航空交通管制的雷達系統都有下列的安全設備
- 碰撞警示（Conflict Alert/CA），能夠在雷達上以紅字顯示即將會互相碰撞（不論是前後或上下）的飛機，令空管員可以即時把他們分隔。
- 最低安全高度警示（Minimum Safe Altitude Warning/MSAW），當飛機飛行高度過低就會發出警報，空管員就會指示飛行員爬升至更高高度。
- 區域進入警示（Area Penetration Warning/APW），提示空管員有飛機即將進入禁飛區。
- 短期衝突警告（Short-term Conflict Alert, STCA），提示管制員可能發生的空中相撞事件。

## 困難
雖然航空交通管制主要是依靠儀器來運作，但是也会下列的問題。

### 航空交通流量
自二次大戰後，航空交通的流量日益增加，為空管帶來前所未有的壓力。不良的機場設計，更會加劇航機在地面和空中擠塞。不論飛機的大小，一般噴射客機在降落後也需要減速、脫離跑道，最少使用跑道三分鐘。如果跑道需同時給起飛及降落的飛機使用，就只可以以每小時給20多的班機起落，即使是像一般具規模的國際機場，實施跑道起降分流都只可以給40-50班機起降。即使如此，飛機進入和離開跑道一樣會把滑行道塞滿，令機場其他運作停擺，嚴重的會令空中的飛機未能安定落地，做成類似哥倫比亞航空052號班機的空難發生。

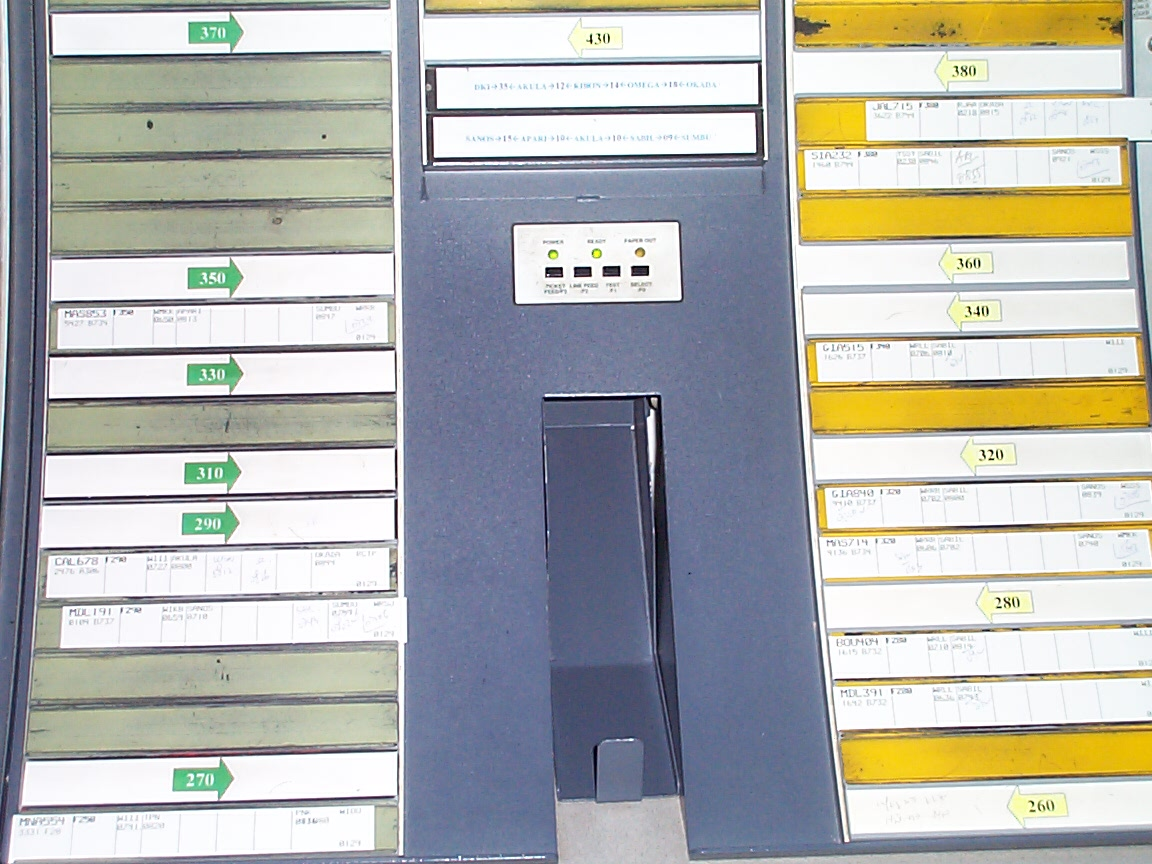
堆滿寫有航班資料管制條的管制桌

### 天氣
排除了跑道容量的問題，天氣仍會是主要困擾空管的因素。
雨、積冰和雪會令飛機在跑道的剎車效能降低，部分滑行道或者因此關閉，導致機未及起飛就已經在地面出現延誤；霧也可能令航機不可以降落或起飛。
垂直風切
是指垂直於地表方向上風速或風向隨高度的劇烈變化，飛機通過強烈垂直風切時，若無處置將直接墜毀，給人類生活造成嚴重影響。
1985年以後，美國所有的飛機都安裝了風切檢測儀。加拿大1990年代開始安裝。另外機場亦開始裝置都卜勒雷達（英語：Doppler radar）偵測起降航道上是否有微風暴產生之風切，以防範墜機意外發生。
對高空的區管中心來講，雷暴是一大的麻煩。四週飛機都會避開空中的雷暴和積雨雲，由於空管員在地面的天氣雷達未必知道積雨雲的大小和範圍，只好清空一小的範圍讓飛行員進入，但是這又會令空域大亂，如果在較低的高度，還會影響離場和到場的飛機。

## 因航空交通管制失误造成的事故
- 1977年特內里費空難

由於大霧、空管員與機師間的溝通出現差錯，令泛美航空和荷蘭皇家航空的兩架波音747客機在西班牙特內里費島機場的跑道上相撞。事件造成兩架客機上共583人死亡，只有泛美航空航機上的56名乘客和5名機組人員倖存。以罹難乘客人數計，這是航空史上最嚴重的空難，也是在911事件前總傷亡人數最多的事故。
- 1990年哥倫比亞航空052號班機空難

因目的地紐約天氣惡劣，飛機需在空中停留等待降落，但是期間空管和機長溝通不足，令航管人員不知道飛機燃料存量出現問題需要即時降落，結果飛機在降落前因燃料耗盡而墜毀，機上73人罹難，85人受傷。
- 1996年沙地阿拉伯航空763號班機與哈薩克斯坦航空1907號班機空中相撞事故

哈薩克斯坦航空1907號班機機師未遵照航管人員保持飛行高度的指示，而讓航機繼續下降，導致兩架航機在印度首都新德里附近的哈里亞納邦查基達里上空相撞，兩架航機上的349人全部罹難。事故调查报告指出：哈薩克航機機組人員的英語水平極低，並完全依靠他們的無線電通訊員與管制員聯繫。
- 2000年新加坡航空006號班機空難

新加坡航空一架波音747-412型客機，在臺灣中正机场起飞时，誤入正在施工而暫停開放的跑道，以超過140節的速度擦撞停放在跑道上的施工機具，之後引起大火，共有79名乘客和4名機組員罹難。事后经查，该机场航空交通管制存在多项隐患：塔台不能看到航機，當時亦沒有配備地面雷達，已關閉跑道的中心線燈亮著，入口沒有障礙物或標記警告。
- 2001年日本航空航機空中接近事件

因為航管人員發出一連串錯誤的指示，導致日本航空的一架DC-10和一架波音747-400D客機在日本靜岡縣燒津市駿河灣上空出現空中接近（Nearmiss）的危險狀況。最終兩架航機的飛行員以目視方式避免了相撞，但共有100人因飞机的急升降動作而受傷。
- 2002年烏伯林根空難

由於欧洲航空安全组织（EUROCONTROL）航管人員的疏忽，導致俄羅斯巴什克利安航空一架Tu-154客機與DHL快遞公司一架波音757貨機在德國南部上空交差相撞，兩架航機上71人全部遇難。
- 2006年戈爾航空1907號班機空難

由於航管人員並沒有指示其中一架班機下降至指定高度，同時飛行員和管制員也不熟識機上和地面雷達設備的使用方法，執行了錯誤設定，導致航班号为戈爾航空1907的波音737-800 SFP客機和一架Legacy 600公務機在37,000英尺的高空中相撞，1907號班機解體墜毀，而公務機就因為只有機翼翼端小翼脫落而成功降落於一個空軍基地內。
- 2013年阿德莱德澳航客机空中接近事件

疑似由于空管的指挥失误，导致相向飞行的QFA581和QFA576班机垂直距离只有700英尺，险些相撞。由于此时飞机上的空中防撞系统（TCAS）响起警报，两机间隔才得以拉开。

## 未來發展
現在歐盟和美國均在研究未來航空交通管制的技術，務求在現有的完善制度下，技術上提升航空交通管制的水平。
- Free Flight（英语：Free flight (air traffic control)）系統，是美國正在研究的小型飛行社區空管系統，能讓飛機免除任何空管的協助。只需要連上Free Flight系統，由電腦統一處理分隔，並控制飛機以免發生碰撞。

- SESAR（Single European Sky ATM Research）計劃，能統一現時歐洲各國的空域，再以全新的程序和規定等結合至現在負責數個歐洲國家區域管制的Eurocontrol區管中心。[11]

- 地空資料鏈通信系統（Controller–pilot data link communications，CPDLC)，通過管制員及飛行員之間的資料鏈進行空中交通管制，可用於代替語音通信，已被航空公司和各地空中交通管制系統廣泛使用。

## 外部連結
- 聯邦航空局對雅玆．雷格的介紹[永久]
- 香港民航署－航空交通管理部介紹 （页面存档备份，存于）
- 台灣交通部民用航空局飛航服務總台
  - 一級單位介紹 > 台北情報中心
  - 一級單位介紹 > 台北區域管制中心
- 香港國際機場網上最新ATIS （页面存档备份，存于）
- 美國政府開放給公眾的NOTAM查閱網站
- 開放的航空交通圖樣化網站 （页面存档备份，存于）
- This is ATC(YouTube) （页面存档备份，存于）